# Listă de filme științifico-fantastice din anii 1950
Aceasta este o listă de filme științifico-fantastice notabile din anii 1950.

## Listă de filme
| 1950 • 1951 • 1952 • 1953 • 1954 • 1955 • 1956 • 1957 • 1958 • 1959                 |                                                | |                                                                                    |                       |
| 1950                                                                                |                                                | |                                                                                    |                       |
| Titlu                                                                               | Regizor                                        | Distribuție | Țara                                                                               | Sub-Gen /Note         |
| Destination Moon                                                                    | Irving Pichel                                  | Warner Anderson, John Archer, Tom Powers                                                                                 | Statele Unite ale Americii                                                         | [ nb 1 ]              |
| Flying Disc Man from Mars                                                           | Fred C. Brannon                                | Kent Fowler, Gregory Gaye                                                                                                | Statele Unite ale Americii                                                         | Serie de filme        |
| The Flying Saucer                                                                   | Mikel Conrad                                   | Mikel Conrad, Pat Garrison, Hanz von Teuffen                                                                             | Statele Unite ale Americii                                                         |                       |
| The Invisible Monster                                                               | Fred C. Brannon                                | Stanley Price, Richard Webb, Aline Towne, Lane Bradford                                                                  | Statele Unite ale Americii                                                         | Serie de filme        |
| Prehistoric Women                                                                   | Gregg G. Tallas                                | Laurette Luez, Allan Nixon, Joan Shawlee                                                                                 | Statele Unite ale Americii                                                         |                       |
| Rocketship X-M                                                                      | Kurt Neumann                                   | Lloyd Bridges, Osa Massen, John Emery                                                                                    | Statele Unite ale Americii                                                         |                       |
| Two Lost Worlds                                                                     | Norman Dawn, Norman Kennedy                    | James Arness, Laura Elliott                                                                                              | Statele Unite ale Americii                                                         |                       |
| 1951                                                                                |                                                | |                                                                                    |                       |
| Titlu                                                                               | Regizor                                        | Distribuție | Țara                                                                               | Sub-Gen /Note         |
| Abbott and Costello Meet the Invisible Man                                          | Charles Lamont                                 | Bud Abbott, Lou Costello, Nancy Guild                                                                                    | Statele Unite ale Americii                                                         |                       |
| Captain Video: Master of the Stratosphere                                           | Spencer Gordon Bennet, Wallace Grissell        | Judd Holdren, Gene Roth                                                                                                  | Statele Unite ale Americii                                                         | Serie de filme        |
| The Day the Earth Stood Still                                                       | Robert Wise                                    | Michael Rennie, Patricia Neal, Hugh Marlowe, Sam Jaffe                                                                   | Statele Unite ale Americii                                                         | [ nb 2 ]              |
| Five                                                                                | Arch Oboler                                    | William Phipps, Susan Douglas, James Anderson                                                                            | Statele Unite ale Americii                                                         |                       |
| Flight to Mars                                                                      | Lesley Selander                                | Marguerite Chapman, Cameron Mitchell, Arthur Franz                                                                       | Statele Unite ale Americii                                                         |                       |
| Lost Continent                                                                      | Sam Newfield                                   | Cesar Romero, Hillary Brooke, Chick Chandler                                                                             | Statele Unite ale Americii                                                         |                       |
| Lost Planet Airmen                                                                  | Fred C. Brannon                                | Tristram Coffin, Mae Clark, I. Stanford Jolley                                                                           | Statele Unite ale Americii                                                         | [ nb 3 ]              |
| The Man from Planet X                                                               | Edgar G. Ulmer                                 | Robert Clarke, Margaret Field, Raymond Bond                                                                              | Statele Unite ale Americii                                                         |                       |
| Insula misterioasă                                                                  | Spencer Gordon Bennett                         | Richard Crane, Marshall Reed, Karen Randle, Ralph Hodges                                                                 | Statele Unite ale Americii                                                         | Serie de filme        |
| Superman and the Mole Men                                                           | Lee Sholem                                     | George Reeves, Phyllis Coates, Jeff Corey                                                                                | Statele Unite ale Americii                                                         |                       |
| The Thing from Another World                                                        | Christian Nyby                                 | Margaret Sheridan, Kenneth Tobey, Robert Cornthwaite                                                                     | Statele Unite ale Americii                                                         |                       |
| Unknown World                                                                       | Terrell O. Morse                               | Bruce Kellogg, Marilyn Nash, Jim Bannon, Otto Waldis                                                                     | Statele Unite ale Americii                                                         |                       |
| When Worlds Collide                                                                 | Rudolph Mate                                   | Richard Derr, Barbara Rush, Peter Hansen, John Hoyt                                                                      | Statele Unite ale Americii                                                         |                       |
| 1952                                                                                |                                                | |                                                                                    |                       |
| Titlu                                                                               | Regizor                                        | Distribuție | Țara                                                                               | Sub-Gen /Note         |
| 1 aprilie 2000                                                                      | Wolfgang Liebeneiner                           | Hilde Krahl, Joseph Meinrad, Curd Jürgens                                                                                | Austria                                                                            | [ nb 4 ]              |
| Alraune                                                                             | Arthur-Maria Rabenalt                          | Hildegarde Neff, Erich Von Stroheim                                                                                      | Germania de Vest                                                                   |                       |
| Captive Women                                                                       | Stuart Gilmore                                 | Robert Clarke, Margaret Field, Gloria Saunders                                                                           | Statele Unite ale Americii                                                         | [ nb 5 ]              |
| The Jungle                                                                          | William A. Berke                               | Rod Cameron, Cesar Romero, Marie Windsor                                                                                 | Statele Unite ale Americii                                                         | [ 1 ]                 |
| Radar Men from the Moon                                                             | Fred C. Brannon                                | George Wallace, Aline Towne, Roy Barcroft                                                                                | Statele Unite ale Americii                                                         | Serie de filme        |
| Red Planet Mars                                                                     | Harry Horner                                   | Peter Graves, Andrea King, Orley Lindgren                                                                                | Statele Unite ale Americii                                                         |                       |
| Untamed Women                                                                       | Merle W. Connell, James R. Connell             | Mikel Conrad, Doris Merrick, Richard Monahan                                                                             | Statele Unite ale Americii                                                         |                       |
| Zombies of the Stratosphere                                                         | Fred C. Brannon                                | Judd Holdren | Statele Unite ale Americii                                                         | Serie de filme        |
| 1953                                                                                |                                                | |                                                                                    |                       |
| Titlu                                                                               | Regizor                                        | Distribuție | Țara                                                                               | Sub-Gen /Note         |
| Abbott and Costello Go to Mars                                                      | Charles Lamont                                 | Bud Abbott, Lou Costello, Mari Blanchard                                                                                 | Statele Unite ale Americii                                                         |                       |
| Abbott and Costello Meet Dr. Jekyll and Mr. Hyde                                    | Charles Lamont                                 | Bud Abbott, Lou Costello, Boris Karloff                                                                                  | Statele Unite ale Americii                                                         |                       |
| The Beast from 20,000 Fathoms                                                       | Eugene Lourie                                  | Paul Christian, Paula Raymond, Cecil Kellaway                                                                            | Statele Unite ale Americii                                                         |                       |
| Cat-Women of the Moon                                                               | Arthur D. Hilton                               | Sonny Tufts, Victor Jory, Marie Windsor, Carol Brewster                                                                  | Statele Unite ale Americii                                                         | [ nb 6 ]              |
| Commando Cody: Sky Marshal of the Universe                                          | Harry Keller, Franklin Adreon, Fred C. Brannon | Judd Holdren, Aline Towne                                                                                                | Statele Unite ale Americii                                                         | Serie de filme        |
| Donovan's Brain                                                                     | Felix E. Feist                                 | Lew Ayres, Gene Evans, Nancy Davis                                                                                       | Statele Unite ale Americii                                                         |                       |
| Four Sided Triangle                                                                 | Terence Fisher                                 | Barbara Payton, John Van Eyssen, Percy Marmont                                                                           | Regatul Unit al Marii Britanii și al Irlandei de Nord                              |                       |
| Invaders from Mars                                                                  | William Cameron Menzies                        | Jimmy Hunt, Arthur Franz, Helena Carter                                                                                  | Statele Unite ale Americii                                                         |                       |
| It Came from Outer Space                                                            | Jack Arnold                                    | Richard Carlson, Barbara Rush, Charles Drake                                                                             | Statele Unite ale Americii                                                         |                       |
| Killers from Space                                                                  | W. Lee Wilder                                  | Peter Graves | Statele Unite ale Americii                                                         |                       |
| The Lost Planet                                                                     | Spencer Gordon Bennet                          | Judd Holdren, Vivian Mason, Michael Fox                                                                                  | Statele Unite ale Americii                                                         | Serie de filme        |
| The Magnetic Monster                                                                | Curt Siodmak                                   | Richard Carlson, King Donovan, Harry Ellerbe                                                                             | Statele Unite ale Americii                                                         |                       |
| Mesa of Lost Women                                                                  | Herbert Tevos, Ron Ormond                      | Jackie Coogan, Richard Travis, Allan Nixon, Mary Hill                                                                    | Statele Unite ale Americii                                                         |                       |
| The Neanderthal Man                                                                 | Ewald Andre Dupont                             | Robert Shayne, Doris Merrick, Richard Crane                                                                              | Statele Unite ale Americii                                                         |                       |
| Phantom from Space                                                                  | W. Lee Wilder                                  | Ted Cooper, Rudolph Anders, Noreen Nash                                                                                  | Statele Unite ale Americii                                                         |                       |
| Port Sinister                                                                       | Harold Daniels                                 | James Warren, Lynne Roberts, Paul Cavanagh                                                                               | Statele Unite ale Americii                                                         | [ nb 7 ]              |
| Project Moonbase                                                                    | Richard Talmadge                               | Donna Martell, Hayden Rorke, Ross Ford                                                                                   | Statele Unite ale Americii                                                         |                       |
| Robot Monster                                                                       | Phil Tucker                                    | George Nader, Claudia Barrett, Selena Royle                                                                              | Statele Unite ale Americii                                                         | [ nb 8 ]              |
| Snow Creature                                                                       | W. Lee Wilder                                  | William Phipps | Statele Unite ale Americii                                                         |                       |
| Spaceways                                                                           | Terence Fisher                                 | Howard Duff, Eva Bartok, Alan Wheatley                                                                                   | Regatul Unit al Marii Britanii și al Irlandei de Nord · Statele Unite ale Americii |                       |
| The Twonky                                                                          | Arch Oboler                                    | Hans Conried, Billy Lynn, Gloria Blondell, Janet Warren                                                                  | Statele Unite ale Americii                                                         | [ 2 ]                 |
| The War of the Worlds                                                               | Byron Haskin                                   | Gene Barry, Ann Robinson, Les Tremayne, Lewis Martin                                                                     | Statele Unite ale Americii                                                         | [ nb 9 ]              |
| 1954                                                                                |                                                | |                                                                                    |                       |
| Titlu                                                                               | Regizor                                        | Distribuție | Țara                                                                               | Sub-Gen /Note         |
| Douăzeci de mii de leghe sub mări                                                   | Richard Fleischer                              | Kirk Douglas, James Mason, Paul Lukas                                                                                    | Statele Unite ale Americii                                                         | [ nb 10 ]             |
| Crash of Moons                                                                      | Hollingsworth Morse                            | Richard Crane, Sally Mansfield, Robert Lyden, Scotty Beckett, Patsy Parsons                                              | Statele Unite ale Americii                                                         | [ nb 11 ]             |
| Creature from the Black Lagoon                                                      | Jack Arnold                                    | Richard Carlson, Julie Adams, Richard Denning, Nestor Paiva                                                              | Statele Unite ale Americii                                                         |                       |
| Devil Girl from Mars                                                                | David MacDonald                                | Patricia Laffan, Hugh McDermott, Adrienne Corri                                                                          | Regatul Unit al Marii Britanii și al Irlandei de Nord                              |                       |
| Gojira                                                                              | Ishirō Honda                                   | Akira Takarada, Momoko Kôchi, Takashi Shimura                                                                            | Japonia                                                                            |                       |
| Gog                                                                                 | Ivan Tors                                      | Richard Egan, Constance Dowling, Herbert Marshall                                                                        | Statele Unite ale Americii                                                         |                       |
| Monster from The Ocean Floor                                                        | Wyott Ordung                                   | Anne Kimball, Stuart Wade, Dick Pinner                                                                                   | Statele Unite ale Americii                                                         |                       |
| Riders to the Stars                                                                 | Richard Carlson                                | William Lundigan, Herbert Marshall                                                                                       | Statele Unite ale Americii                                                         |                       |
| Stranger From Venus                                                                 | Burt Balaban                                   | Patricia Neal, Helmut Dantine, Derek Bond                                                                                | Statele Unite ale Americii                                                         | [ 3 ]                 |
| Target Earth                                                                        | Sherman A. Rose                                | Richard Denning, Kathleen Crowley, Virginia Grey                                                                         | Statele Unite ale Americii                                                         |                       |
| Them!                                                                               | Gordon M. Douglas                              | James Whitmore, Edmund Gwenn, Joan Weldon, James Arness                                                                  | Statele Unite ale Americii                                                         |                       |
| Tobor the Great                                                                     | Lee Sholem                                     | Charles Drake, Karin Booth, Billy Chapin                                                                                 | Statele Unite ale Americii                                                         |                       |
| 1955                                                                                |                                                | |                                                                                    |                       |
| Titlu                                                                               | Regizor                                        | Distribuție | Țara                                                                               | Sub-Gen /Note         |
| The Beast with a Million Eyes                                                       | David Kramarsky                                | Paul Birch, Lorna Thayer, Dona Cole, Dick Sargent                                                                        | Statele Unite ale Americii                                                         | [ 4 ] [ 5 ] [ nb 12 ] |
| Bride of the Monster                                                                | Edward D. Wood, Jr.                            | Bela Lugosi, Tor Johnson, Tony McCoy, Loretta King                                                                       | Statele Unite ale Americii                                                         |                       |
| Conquest of Space                                                                   | Byron Haskin                                   | Walter Brooke, Eric Fleming, Mickey Shaughnessy                                                                          | Statele Unite ale Americii                                                         |                       |
| Creature with the Atom Brain                                                        | Edward L. Cahn                                 | Richard Denning, Angela Greene, S. John Launer                                                                           | Statele Unite ale Americii                                                         | [ 6 ]                 |
| Godzilla Raids Again                                                                | Motoyoshi Oda                                  | Hiroshi Koizumi, Minoru Chiaki                                                                                           | Japonia                                                                            |                       |
| It Came from Beneath the Sea                                                        | Robert Gordon                                  | Kenneth Tobey, Faith Domergue, Donald Curtis                                                                             | Statele Unite ale Americii                                                         |                       |
| King Dinosaur                                                                       | Bert I. Gordon                                 | Douglas Henderson, Patti Gallagher                                                                                       | Statele Unite ale Americii                                                         | [ 7 ] [ 8 ]           |
| Monster Snowman                                                                     | Ishirō Honda                                   | Akira Takarada, Akemi Negishi                                                                                            | Japonia                                                                            |                       |
| The Quatermass Xperiment                                                            | Val Guest                                      | Brian Donlevy, Jack Warner, Richard Wordsworth, Margia Dean                                                              | Regatul Unit al Marii Britanii și al Irlandei de Nord                              | [ nb 13 ]             |
| Revenge of the Creature                                                             | Jack Arnold                                    | John Agar, Lori Nelson, John Bromfield, Nestor Paiva                                                                     | Statele Unite ale Americii                                                         |                       |
| Tarantula                                                                           | Jack Arnold                                    | John Agar, Mara Corday, Leo G. Carroll, Nestor Paiva                                                                     | Statele Unite ale Americii                                                         |                       |
| This Island Earth                                                                   | Jack Arnold, Joseph Newman                     | Jeff Morrow, Faith Domergue, Rex Reason                                                                                  | Statele Unite ale Americii                                                         |                       |
| 1956                                                                                |                                                | |                                                                                    |                       |
| Titlu                                                                               | Regizor                                        | Distribuție | Țara                                                                               | Sub-Gen /Note         |
| 1984                                                                                | Michael Anderson                               | Edmond O'Brien, Jan Sterling, Michael Redgrave, Donald Pleasence                                                         | Regatul Unit al Marii Britanii și al Irlandei de Nord                              |                       |
| The Black Sleep                                                                     | Reginald Le Borg                               | Basil Rathbone, Akim Tamiroff, Herbert Rudley, Patricia Blake, Lon Chaney, Jr., John Carradine, Bela Lugosi, Tor Johnson | Statele Unite ale Americii                                                         |                       |
| The Beast of Hollow Mountain                                                        | Edward Nassour, Ismael Rodríguez               | Guy Madison, Patricia Medina, Carlos Rivas                                                                               | Statele Unite ale Americii                                                         |                       |
| The Creature Walks Among Us                                                         | John Sherwood                                  | Jeff Morrow, Rex Reason, Leigh Snowden                                                                                   | Statele Unite ale Americii                                                         | [ 9 ]                 |
| Earth vs. the Flying Saucers                                                        | Fred Sears                                     | Hugh Marlowe, Joan Taylor, Donald Curtis, Morris Ankrum                                                                  | Statele Unite ale Americii                                                         |                       |
| Day the World Ended                                                                 | Roger Corman                                   | Richard Denning, Lori Nelson, Paul Birch, Touch Connors                                                                  | Statele Unite ale Americii                                                         |                       |
| Fire Maidens from Outer Space                                                       | Cy Roth                                        | Anthony Dexter, Susan Shaw                                                                                               | Regatul Unit al Marii Britanii și al Irlandei de Nord                              | [ nb 14 ]             |
| Forbidden Planet                                                                    | Fred Wilcox                                    | Walter Pidgeon, Anne Francis, Leslie Nielsen                                                                             | Statele Unite ale Americii                                                         |                       |
| The Gamma People                                                                    | John Gilling                                   | Paul Douglas, Eva Bartok, Leslie Phillips                                                                                | Regatul Unit al Marii Britanii și al Irlandei de Nord                              |                       |
| Godzilla, King of the Monsters!                                                     | Terrell O. Morse, Ishirô Honda                 | Raymond Burr, Takashi Shimura, Akira Takarada, Kenji Sahara, Momoko Kochi                                                | Statele Unite ale Americii · Japonia                                               |                       |
| Indestructible Man                                                                  | Jack Pollexfen                                 | Lon Chaney, Jr., Max Showalter, Marian Carr                                                                              | Statele Unite ale Americii                                                         |                       |
| It Conquered the World                                                              | Roger Corman                                   | Peter Graves, Beverly Garland, Lee Van Cleef                                                                             | Statele Unite ale Americii                                                         |                       |
| Invasion of the Body Snatchers                                                      | Don Siegel                                     | Kevin McCarthy, Dana Wynter, King Donovan                                                                                | Statele Unite ale Americii                                                         |                       |
| The Man Who Turned to Stone                                                         | László Kardos                                  | Victor Jory, William Hudson                                                                                              | Statele Unite ale Americii                                                         | [ 10 ] [ 11 ]         |
| The Mole People                                                                     | Virgil Vogel                                   | John Agar, Cynthia Patrick, Hugh Beaumont, Nestor Paiva                                                                  | Statele Unite ale Americii                                                         |                       |
| The Phantom from 10,000 Leagues                                                     | Dan Milner                                     | Kent Taylor, Cathy Downs, Michael Whalen                                                                                 | Statele Unite ale Americii                                                         |                       |
| Sora no Daikaijū Radon                                                              | Ishirō Honda                                   | Kenji Sahara. Yumi Shirakawa, Yoshifumi Tajima                                                                           | Japonia                                                                            | [ nb 15 ]             |
| Uchūjin Tokyo ni Arawaru                                                            | Koji Shima                                     | Keizo Kawasaki, Toyomi Karita, Bin Yagasawa                                                                              | Japonia                                                                            | [ nb 16 ]             |
| World Without End                                                                   | Edward Bernds                                  | Hugh Marlowe, Nancy Gates, Rod Taylor                                                                                    | Statele Unite ale Americii                                                         |                       |
| X the Unknown                                                                       | Leslie Norman                                  | Dean Jagger, Edward Chapman, Leo McKern                                                                                  | Statele Unite ale Americii · Regatul Unit al Marii Britanii și al Irlandei de Nord |                       |
| 1957                                                                                |                                                | |                                                                                    |                       |
| Titlu                                                                               | Regizor                                        | Distribuție | Țara                                                                               | Sub-Gen /Note         |
| The Amazing Colossal Man                                                            | Bert I. Gordon                                 | Glenn Langan, Cathy Downs, William Hudson                                                                                | Statele Unite ale Americii                                                         |                       |
| The Astounding She-Monster                                                          | Ronnie Ashcroft                                | Jeanne Tatum, Ewing Brown, Robert Clarke                                                                                 | Statele Unite ale Americii                                                         |                       |
| Attack of the Crab Monsters                                                         | Roger Corman                                   | Richard Garland, Pamela Duncan, Russell Johnson                                                                          | Statele Unite ale Americii                                                         |                       |
| Beginning of the End                                                                | Bert I. Gordon                                 | Peter Graves, Peggie Castle, Morris Ankrum                                                                               | Statele Unite ale Americii                                                         |                       |
| The Black Scorpion                                                                  | Edward Ludwig                                  | Richard Denning, Mara Corday, Carlos Rivas                                                                               | Statele Unite ale Americii                                                         |                       |
| The Brain from Planet Arous                                                         | Nathan H. Juran                                | John Agar, Joyce Meadows, Robert Fuller                                                                                  | Statele Unite ale Americii                                                         | [ 9 ]                 |
| The Cyclops                                                                         | Bert I. Gordon                                 | James Craig, Gloria Talbott, Lon Chaney, Jr.                                                                             | Statele Unite ale Americii                                                         |                       |
| The Deadly Mantis                                                                   | Nathan H. Juran                                | Craig Stevens, William Hopper, Alix Talton                                                                               | Statele Unite ale Americii                                                         |                       |
| From Hell It Came                                                                   | Dan Milner                                     | Tod Andrews, Tina Carver, Linda Watkins                                                                                  | Statele Unite ale Americii                                                         |                       |
| The Giant Claw                                                                      | Fred Sears                                     | Jeff Morrow, Mara Corday, Morris Ankrum                                                                                  | Statele Unite ale Americii                                                         |                       |
| Half Human                                                                          | Ishirō Honda, Kenneth G. Crane                 | John Carradine, Morris Ankrum                                                                                            | Japonia · Statele Unite ale Americii                                               |                       |
| The Incredible Shrinking Man                                                        | Jack Arnold                                    | Grant Williams, Randy Stuart, April Kent                                                                                 | Statele Unite ale Americii                                                         | [ nb 17 ]             |
| Invasion of the Saucer Men                                                          | Edward L. Cahn                                 | Steve Terrell, Gloria Castillo, Frank Gorshin, Lyn Osborne                                                               | Statele Unite ale Americii                                                         |                       |
| The Invisible Boy                                                                   | Herman Hoffman                                 | Richard Eyer, Philip Abbott, Diane Brewster                                                                              | Statele Unite ale Americii                                                         |                       |
| Kronos                                                                              | Kurt Neumann                                   | Jeff Morrow, Barbara Lawrence, John Emery, George O'Hanlon                                                               | Statele Unite ale Americii                                                         |                       |
| The Land Unknown                                                                    | Virgil Vogel                                   | Jock Mahoney, Shawn Smith, William Reynolds                                                                              | Statele Unite ale Americii                                                         |                       |
| The Monolith Monsters                                                               | John Sherwood                                  | Grant Williams, Lola Albright, Les Tremayne                                                                              | Statele Unite ale Americii                                                         |                       |
| Monster from Green Hell                                                             | Kenneth G. Crane                               | Jim Davis | Statele Unite ale Americii                                                         |                       |
| The Monster That Challenged the World                                               | Arnold Laven                                   | Tim Holt, Audrey Dalton, Hans Conried                                                                                    | Statele Unite ale Americii                                                         |                       |
| The Mysterians                                                                      | Ishirō Honda                                   | Kenji Sahara, Yumi Shirakawa, Momoko Kochi                                                                               | Japonia                                                                            |                       |
| The Night the World Exploded                                                        | Fred Sears                                     | Kathryn Grant, William Leslie, Tristram Coffin                                                                           | Statele Unite ale Americii                                                         |                       |
| Not of This Earth                                                                   | Roger Corman                                   | Paul Birch, Beverly Garland, Morgan Jones                                                                                | Statele Unite ale Americii                                                         |                       |
| Quatermass 2                                                                        | Val Guest                                      | Brian Donlevy, John Longden, Sid James                                                                                   | Regatul Unit al Marii Britanii și al Irlandei de Nord                              | [ nb 18 ]             |
| She Devil                                                                           | Kurt Neumann                                   | Albert Dekker, Jack Kelly, Mari Blanchard                                                                                | Statele Unite ale Americii                                                         |                       |
| The Strange World of Planet X                                                       | Gilbert Gunn                                   | Forrest Tucker, Gaby Andre, Martin Benson                                                                                | Regatul Unit al Marii Britanii și al Irlandei de Nord                              | [ nb 19 ]             |
| 20 Million Miles to Earth                                                           | Nathan H. Juran                                | William Hopper, Joan Taylor, Frank Puglia, John Zaremba                                                                  | Statele Unite ale Americii                                                         |                       |
| The 27th Day                                                                        | William Asher                                  | Gene Barry, Valerie French, George Voskovec                                                                              | Statele Unite ale Americii                                                         |                       |
| The Unearthly                                                                       | Brooke Peters                                  | John Carradine, Myron Healey, Allison Hayes                                                                              | Statele Unite ale Americii                                                         |                       |
| The Unknown Terror                                                                  | Charles Marquis Warren                         | John Howard, Mala Powers, Paul E. Richards, May Wynn                                                                     | Statele Unite ale Americii                                                         |                       |
| 1958                                                                                |                                                | |                                                                                    |                       |
| Titlu                                                                               | Regizor                                        | Distribuție | Țara                                                                               | Sub-Gen /Note         |
| Attack of the Puppet People                                                         | Bert I. Gordon                                 | John Agar, Michael Mark, Jack Kosslyn                                                                                    | Statele Unite ale Americii                                                         |                       |
| Attack of the 50 Foot Woman                                                         | Nathan H. Juran                                | Allison Hayes, William Hudson, Yvette Vickers                                                                            | Statele Unite ale Americii                                                         |                       |
| The Blob                                                                            | Irvin Shortess Yeaworth, Jr.                   | Steve McQueen, Aneta Corsaut, Earl Rowe                                                                                  | Statele Unite ale Americii                                                         |                       |
| The Brain Eaters                                                                    | Bruno Ve Sota                                  | Ed Nelson, Alan Frost, Jack Hill                                                                                         | Statele Unite ale Americii                                                         |                       |
| The Crawling Eye                                                                    | Quentin Lawrence                               | Forrest Tucker, Janet Munro, Laurence Payne                                                                              | Statele Unite ale Americii                                                         |                       |
| The Colossus of New York                                                            | Eugène Lourié                                  | Ross Martin, Mala Powers, Charles Herbert                                                                                | Statele Unite ale Americii                                                         |                       |
| Daikaiju Baran                                                                      | Ishirō Honda                                   | Tsuruko Kobayashi, Kôzô Nomura, Ayumi Sonoda                                                                             | Japonia                                                                            | [ nb 20 ]             |
| La morte viene dallo spazio (în italiană) Le danger vient de l'espace (în franceză) | Paolo Heusch                                   | Paul Hubschmid, Fiorella Mari, Gerard Landry, Dario Michaelis                                                            | Franța · Italia                                                                    | [ nb 21 ]             |
| Doroga к звёздам (Drumul spre stele)                                                | Pavel Klușanțev                                | Gheorghi Soloviov | Uniunea Republicilor Sovietice Socialiste                                          | [ 12 ] [ 13 ]         |
| Earth vs. the Spider                                                                | Bert I. Gordon                                 | Ed Kemmer, Gene Persson, Gene Roth                                                                                       | Statele Unite ale Americii                                                         |                       |
| The Electronic Monster                                                              | Montgomery Tully                               | Rod Cameron, Mary Murphy, Meredith Edwards                                                                               | Regatul Unit al Marii Britanii și al Irlandei de Nord · Statele Unite ale Americii | [ 14 ]                |
| Vynález zkázy (O invenție mortală)                                                  | Karel Zeman                                    | Lubor Tokos, Jana Zatloukalová                                                                                           | Cehia                                                                              |                       |
| Fiend Without a Face                                                                | Arthur Crabtree                                | Kynaston Reeves, Marshall Thompson, Terry Kilburn                                                                        | Regatul Unit al Marii Britanii și al Irlandei de Nord · Statele Unite ale Americii |                       |
| The Fly                                                                             | Kurt Neumann                                   | Vincent Price, Patricia Owens, Herbert Marshall                                                                          | Statele Unite ale Americii                                                         |                       |
| Frankenstein 1970                                                                   | Howard W. Koch                                 | Boris Karloff, Tom Duggan, Jana Lund                                                                                     | Statele Unite ale Americii                                                         |                       |
| From the Earth to the Moon                                                          | Byron Haskin                                   | Joseph Cotten, George Sanders, Debra Paget                                                                               | Statele Unite ale Americii                                                         |                       |
| The H-Man                                                                           | Ishirō Honda                                   | Yumi Shirakawa, Kenji Sahara, Akihiko Hirata                                                                             | Japonia                                                                            |                       |
| I Married a Monster from Outer Space                                                | Gene Fowler                                    | Tom Tryon, Gloria Talbott, Ken Lynch                                                                                     | Statele Unite ale Americii                                                         |                       |
| It! The Terror from Beyond Space                                                    | Edward L. Cahn                                 | Marshall Thompson, Shawn Smith, Kim Spalding                                                                             | Statele Unite ale Americii                                                         |                       |
| The Lost Missile                                                                    | Lester William Berke                           | Robert Loggia, Ellen Parker, Philip Pine                                                                                 | Statele Unite ale Americii                                                         | [ 15 ]                |
| Missile to the Moon                                                                 | Richard E. Cunha                               | K. T. Stevens, Richard Travis, Lisa Simone                                                                               | Statele Unite ale Americii                                                         |                       |
| Missile Monsters                                                                    | Fred C. Brannon                                | Walter Reed, Lois Hall, James Craven, Gregory Gay                                                                        | Statele Unite ale Americii                                                         | [ nb 22 ] [ 16 ]      |
| Monster from Green Hell                                                             | Kenneth G. Crane                               | Jim Davis, Barbara Turner, Robert E. Griffin                                                                             | Statele Unite ale Americii                                                         | [ 17 ]                |
| El hombre que logró ser invisible (Omul care a reușit să fie invizibil)             | Alfredo B. Crevenna                            | Arturo de Córdova, Ana Luisa Peluffo, Raúl Meraz                                                                         | Mexic                                                                              | [ 18 ]                |
| Night of the Blood Beast                                                            | Bernard Kowalski                               | Michael Emmet, Angela Greene, John Baer                                                                                  | Statele Unite ale Americii                                                         |                       |
| Queen of Outer Space                                                                | Edward Bernds                                  | Zsa Zsa Gabor, Laurie Mitchell, Eric Fleming                                                                             | Statele Unite ale Americii                                                         |                       |
| Satan's Satellites                                                                  | Fred C. Brannon                                | Judd Holdren, Aline Towne, Lane Bradford, Stanley Waxman                                                                 | Statele Unite ale Americii                                                         | [ nb 23 ]             |
| Space Master X-7                                                                    | Edward Bernds                                  | Robert Ellis, Bill Williams, Lyn Thomas                                                                                  | Statele Unite ale Americii                                                         |                       |
| Teenage Cave Man                                                                    | Roger Corman                                   | Robert Vaughn, Leslie E. Bradley, Frank de Kova                                                                          | Statele Unite ale Americii                                                         |                       |
| Teenage Monster                                                                     | Jacques R. Marquette                           | Anne Gwynne, Stuart Wade                                                                                                 | Statele Unite ale Americii                                                         | [ nb 24 ] [ 19 ]      |
| The Trollenberg Terror                                                              | Quentin Lawrence                               | Forrest Tucker, Laurence Payne, Janet Munro                                                                              | Regatul Unit al Marii Britanii și al Irlandei de Nord                              | [ nb 25 ]             |
| War of the Colossal Beast                                                           | Bert I. Gordon                                 | Sally Fraser, Dean Parkin, Roger Pace                                                                                    | Statele Unite ale Americii                                                         |                       |
| War of the Satellites                                                               | Roger Corman                                   | Susan Cabot, Richard Devon, Eric Sinclair                                                                                | Statele Unite ale Americii                                                         | [ 20 ]                |
| 1959                                                                                |                                                | |                                                                                    |                       |
| Titlu                                                                               | Regizor                                        | Distribuție | Țara                                                                               | Sub-Gen /Note         |
| The 30 Foot Bride of Candy Rock                                                     | Sidney Miller                                  | Lou Costello, Dorothy Provine, Gale Gordon                                                                               | Statele Unite ale Americii                                                         |                       |
| 4D Man                                                                              | Irvin Shortess Yeaworth, Jr.                   | Robert Lansing, Lee Meriwether, James Congdon                                                                            | Statele Unite ale Americii                                                         |                       |
| The Angry Red Planet                                                                | Ib Melchior                                    | Gerald Mohr, Les Tremayne, Nora Hayden                                                                                   | Statele Unite ale Americii                                                         |                       |
| The Atomic Submarine                                                                | Spencer Gordon Bennet                          | Arthur Franz, Dick Foran, Brett Halsey                                                                                   | Statele Unite ale Americii                                                         |                       |
| Attack of the Giant Leeches                                                         | Bernard Kowalski                               | Jan Shepard, Gene Roth, Yvette Vickers                                                                                   | Statele Unite ale Americii                                                         |                       |
| Battle in Outer Space                                                               | Ishirō Honda                                   | Ryo Ikebe, Koreya Senda                                                                                                  | Japonia                                                                            |                       |
| The Cosmic Man                                                                      | Herbert Greene                                 | Bruce Bennett, John Carradine, Angela Greene                                                                             | Statele Unite ale Americii                                                         | [ 21 ]                |
| First Man into Space                                                                | Robert Day                                     | Marshall Thompson, Marla Landi, Bill Edwards                                                                             | Regatul Unit al Marii Britanii și al Irlandei de Nord                              | [ 22 ]                |
| Der schweigende Stern (în germană) Milcząca Gwiazda (în poloneză) (Steaua tăcută)   | Kurt Maetzig                                   | Yoko Tani, Oldrich Lukes, Ignacy Machowski                                                                               | Germania de Est · Polonia                                                          |                       |
| Giant Gila Monster                                                                  | Ray Kellogg                                    | Don Sullivan, Lisa Simone, Fred Graham                                                                                   | Statele Unite ale Americii                                                         |                       |
| Gigantis the Fire Monster                                                           | Paul Schreibman                                | Hiroshi Koizumi | Statele Unite ale Americii · Japonia                                               |                       |
| Have Rocket, Will Travel                                                            | David Lowell Rich                              | Jerome Cowan, Anna-Lisa, Curly Joe DeRita                                                                                | Statele Unite ale Americii                                                         |                       |
| Die Nackte und der Satan (Nudul și Satana)                                          | Victor Trivas                                  | Michel Simon, Horst Frank, Christiane Maybach                                                                            | Germania de Vest                                                                   | [ 23 ] [ 24 ]         |
| The Hideous Sun Demon                                                               | Robert Clarke                                  | Robert Clarke, Patricia Manning, Nan Peterson                                                                            | Statele Unite ale Americii                                                         |                       |
| Journey to the Center of the Earth                                                  | Henry Levin                                    | Pat Boone, James Mason, Arlene Dahl, Diane Baker                                                                         | Statele Unite ale Americii                                                         |                       |
| The Killer Shrews                                                                   | Ray Kellogg                                    | James Best, Ken Curtis, Ingrid Goude                                                                                     | Statele Unite ale Americii                                                         |                       |
| The Manster                                                                         | George Breakston, Kenneth G. Crane             | Peter Dyneley, Jane Hylton, Satoshi Nakamura, Terri Zimmern                                                              | Japonia · Statele Unite ale Americii                                               | [ 25 ] [ 26 ]         |
| The Man Who Could Cheat Death                                                       | Terence Fisher                                 | Anton Diffring, Christopher Lee                                                                                          | Regatul Unit al Marii Britanii și al Irlandei de Nord                              | [ nb 26 ]             |
| Missile to the Moon                                                                 | Richard E. Cunha                               | Richard Travis, Cathy Downs, K.T. Stevens                                                                                | Statele Unite ale Americii                                                         | [ nb 27 ]             |
| The Monster of Piedras Blancas                                                      | Irvin Berwick                                  | Les Tremayne, Forrest Lewis, John Harmon                                                                                 | Statele Unite ale Americii                                                         |                       |
| Monster on the Campus                                                               | Jack Arnold                                    | Arthur Franz, Joanna Cook Moore                                                                                          | Statele Unite ale Americii                                                         | [ 27 ]                |
| On the Beach                                                                        | Stanley Kramer                                 | Gregory Peck, Ava Gardner, Fred Astaire                                                                                  | Statele Unite ale Americii                                                         |                       |
| Plan 9 from Outer Space                                                             | Edward D. Wood, Jr.                            | Bela Lugosi, Mona McKinnon, Gregory Walcott, Vampira                                                                     | Statele Unite ale Americii                                                         |                       |
| Return of the Fly                                                                   | Edward Bernds                                  | Vincent Price, Brett Halsey, John Sutton                                                                                 | Statele Unite ale Americii                                                         |                       |
| Teenagers from Outer Space                                                          | Tom Graeff                                     | David Love, Dawn Anderson, Harvey B. Dunn                                                                                | Statele Unite ale Americii                                                         |                       |
| The World, the Flesh and the Devil                                                  | Ranald MacDougall                              | Harry Belafonte, Inger Stevens, Mel Ferrer                                                                               | Statele Unite ale Americii                                                         |                       |

## Listă de titluri în română
- 1950: Destinație Luna
- 1950: Racheta X-M
- 1951: Omul de pe planeta X
- 1951: Ziua în care Pământul s-a oprit
- 1951: Creatura (din altă lume)
- 1951: Când lumile se ciocnesc (film) (regizor George Pal)
- 1952: Omul în costum alb
- 1952: Marte, planeta roșie
- 1953: Creierul lui Donovan
- 1953: Cele 5.000 de degete ale doctorului T. (The 5,000 Fingers of Dr. T)
- 1953: Invadatorii de pe Marte
- 1953: Războiul lumilor (film de George Pal)
- 1954: Femeile-pisici de pe Lună
- 1954: 20.000 de leghe sub mări
- 1955: Ferma animalelor
- 1955: Cucerirea spațiului (regizor George Pal)
- 1956: Invazia hoților de trupuri
- 1956: Planeta interzisă
- 1956: 1984
- 1957: Incredibila micșorare
- 1957: Atacul crabilor monștri
- 1957: Monștrii monolit
- 1957: Trogloditul adolescent
- 1957: Am fost un Frankenstein adolescent
- 1958: Musca
- 1958: Regina din spațiul extraterestru
- 1958: Atacul femeii de 15 metri
- 1958: Zombii adolescenței
- 1959: Adolescenții din spațiul extraterestru
- 1959: Călătorie spre centrul Pământului
- 1959: Ultimul țărm